# Biên độ pha
Trong các bộ khuếch đại điện tử, biên độ pha (PM) là sự khác biệt giữa pha, được đo bằng độ, và 180°, cho một tín hiệu đầu ra khuếch đại (liên quan đến đầu vào của nó), như là một hàm của tần số. Thông thường độ trễ pha vòng hở (so với đầu vào) thay đổi cùng với tần số, tăng từ từ cho đến vượt quá 180°, ở tần số mà tín hiệu đầu ra sẽ trở thành đảo ngược, hoặc đối pha trong tương quan với đầu vào. Biên độ pha được xác định là dương nhưng giảm dần tại tần số ít hơn so với tần số tại các tập đảo ngược trong (tại biên độ pha = 0), và biên độ pha là âm (biên độ pha < 0) tại các tần số cao hơn. Sự hiện diện của phản hồi âm, một zero hoặc biên độ pha âm tại một tần số nơi độ lợi vòng điều khiển vượt quá vòng tròn đơn vị (1) đảm bảo tính ổn định. Biên độ pha dương như vậy là một "biên độ an toàn", đảm bảo hoạt động thích hợp (không dao động) của mạch điện.Điều này áp cho các mạch khuếch đại cũng như tổng quát hơn, cho các bộ lọc tích cực dưới các điều kiện tải khác nhau (ví dụ như các tải phản kháng). Trong hình thức đơn giản nhất của nó, liên quan đến các bộ khuếch đại điện áp phản hồi âm lý tưởng với phản hồi không-phản kháng, biên độ pha được đo ở tần số nơi độ lợi điện áp vòng hở của bộ khuếch địađiện áp hở lợi của bộ khuếch đại bằng độ lợi điện áp DC vòng kín mong muốn.
Nói chung, biên độ pha được định nghĩa như bộ khuếch đại và mạng lưới phản hồi của nó kết hợp ("vòng", thường mở tại đầu vào bộ khuếch đại), đo ở một tần số nơi độ lợi vòng điều khiển là đồng nhất, và trước khi đóng vòng điều khiển, thông qua nút đầu ra của vòng hở đối với nguồn đầu vào, theo cách trừ đi từ nó.
Trong định nghĩa độ lợi vòng ở trên, giả định rằng đầu vào bộ khuếch đại ở chế độ không tải. Để thực hiện công việc này với đầu vào khác với không tải, đầu ra của mạng thông tin phản hồi cần phải được nạp một tải tương đương với mục đích xác định đáp ứng tần số của độ lợi vòng đó.
Ta cũng giả định rằng đồ thị của độ lợi so với tần số độ lợi đơn vị với một độ dốc âm và làm như vậy chỉ một lần. Xem xét này chỉ đúng với mạng thông tin phản hồi tích cực và tiêu cực, như là trường hợp với các bộ lọc tích cực.
Biên độ pha và khái niệm quan trọng đồng hành với nó, biên độ độ lợi, là các biện pháp ổn định các hệ thống điều khiển động học vòng kín. Biên độ pha chỉ ra độ ổn định tương đối, xu hướng dao động trong suốt đáp ứng suy giảm của nó với một sự thay đổi đầu vào như một hàm bước. Biên độ độ lợic chỉ ra sự ổn định tuyệt đối và mức độ mà hệ thống sẽ dao động, không có giới hạn hay bất kỳ sự nhiễu động cho trước nào.
Các tín hiệu đầu ra của tất cả các bộ khuếch đại biểu lộ một thời gian trễ khi so sánh với các tín hiệu đầu vào của nó. Độ trễ này gây ra một sự khác biệt pha giữa các tín hiệu đầu vào và đầu ra của bộ khuếch đại.  Nếu có đủ các giai đoạn trong bộ khuếch đại, tại một số tần số nào đó, tín hiệu đầu ra sẽ trễ so với tín hiệu đầu vào một chu kỳ thời gian ở tần số đó. Trong trường hợp này, tín hiệu đầu ra của bộ khuếch đại sẽ cùng pha với tín hiệu đầu vào của nó mặc dù bị trễ sau nó  360°, tức là đầu ra sẽ có một góc pha −360°. Độ trễ này là hệ quả tuyệt vời trong các bộ khuếch đại sử dụng tín hiệu phản hồi. Lý do: bộ khuếch đại sẽ dao động nếu tín hiệu phản hồi đầu ra là cùng pha với tín hiệu đầu vào ở tần số mà tại đó độ lợi điện áp vòng hở của nó bằng với độ lợi điện áp vòng kín của mình và độ lợi điện áp vòng hở là một hoặc lớn hơn. Dao động sẽ xảy ra bởi vì tín hiệu phản hồi đầu ra sau đó sẽ tăng cường tín hiệu đầu vào ở tần số đó. Trong các bộ khuếch đại thuật toán thông thường, góc pha đầu ra giới hạn (quan trọng) là -180° vì đầu ra được đưa trở lại vào đầu vào thông qua một đầu vào nghịch đảo được cộng thêm một góc-180°.
Trong thực tế, các bộ khuếch đại phản hồi phải được thiết kế với các biên độ pha cơ bản vượt quá 0°, mặc dù các bộ khuếch đại với các biên độ pha là 1° về lý thuyết rất ổn định. Lý do là nhiều yếu tố thực tế có thể làm giảm biên độ pha dưới mức tối thiểu về mặt lý thuyết.  Một ví dụ điển hình là khi đầu ra của bộ khuếch đại được kết nối với một tải điện dung. Do đó, các bộ khuếch đại thuật toán thường được bù để đạt được một biên độ pha tối thiểu là 45° hay đại loại như vậy. Điều này có nghĩa rằng ở tần số mà tại đó lợi vòng hở và vòng đóng đáp ứng, góc pha sẽ là -135°. Kết quả tính toán sẽ là: -135° - (-180°) = 45°.  Xem thêm Warwick
hoặc Stout để biết phân tích chi tiết về kỹ thuật và kết quả bù để đảm bảo biên độ pha đầy đủ. Thông thường các bộ khuếch đại được thiết kế để đạt được một biên độ pha điển hình tại 60 độ. Nếu biên độ pha điển hình là khoảng 60 độ thì biên độ pha tối thiểu thường sẽ lớn hơn 45 độ. Một biên độ pha 60 độ cũng là một số kỳ ảo vì nó cho phép thời gian xác lập nhanh nhất khi cố gắng theo một đầu vào hàm bước điện áp (một thiết kế Butterworth). Một bộ khuếch đại với biên độ pha thấp hơn sẽ nhiễu vòng  lâu hơn và một bộ khuếch đại với biên độ pha lớn hơn sẽ mất thời gian lâu hơn để tăng cấp độ cuối cùng của điện áp bước.
Một phương pháp có liên quan là biên độ độ lợi. Trong khi biên độ pha đến từ pha nơi độ lợi vòng điều khiển bằng một, biên độ độ lợi đạt được dựa trên độ lợi tại pha bằng -180 độ.